# 新店乡 (南阳市)
新店乡，是中华人民共和国河南省南阳市宛城区下辖的一个乡镇级行政单位。

## 行政区划
新店乡下辖以下地区：
菱角池村、雷庄村、草店村、下王庄村、山东营村、陈岗村、惠庄村、英南村、英北村、新店村、彭营村、熊营村、夏饷铺村、竹园寺村、周徐营村、大占头村、魏莫庄村、贾庄村、阡陌营村、刘家荒村、张楼村、张苏庄村和罗堂村。